# (535989) 2015 BV518
(535989) 2015 BV518 est un cubewano d'un diamètre estimé à 230 km, ce qui le qualifie comme un candidat au statut de planète naine.